# René Huete
René David Huete Moncada (Managua, 5 giugno 1995) è un calciatore nicaraguense, difensore del Walter Ferreti e della Nazionale nicaraguense.

## Caratteristiche tecniche
È un difensore centrale.

## Carriera

### Club
Comincia a giocare alla Juventus Managua. Nel 2017 passa al Walter Ferreti.

### Nazionale
Ha debuttato in Nazionale il 5 settembre 2019, in Nicaragua-Saint Vincent e Grenadine (1-1). Ha partecipato, con la Nazionale, alla CONCACAF Gold Cup 2019.